# مسجد مومن
مسجد مومن يقع المسجد في أيكون باري في قرية بوريشار من مدينة ماثباريا أوبازيلا تحت منطقة بيروجبور في بنغلاديش، تم بناء المسجد من الخشب والمسامير بدون هيكلة بواسطة الخشابين والخطاطين، تم ترتيب الخشب بتوازن هندسي ورسم بالألوان الطبيعية، بني المسجد في قرية بوريشار من قبل مؤمن الدين أيكون، بدأ بناء المسجد في عام 1913 من خلال توظيف واحد وعشرين خرفي من الحرفيين المهرة، واستغرق البناء سبع سنوات لإتمام العمل، وفي عام 2003 اعترفت وزارة الأثرية في حكومة بنغلاديش بأن المسجد يعد واحد من مدرجات التراث الوطني ومدرج تحت بند الرعاية والحماية، وفي عام 2008 بدأت وزارة الأثرية بعض أعمال الترميم في مسجد مؤمن، ومع ذلك فإن أعمال الترميم غيرت إلى حد ما مظهر المسجد الأصلي .

## التاريخ
عندما كان السيد مؤمن الدين أكون شابا كان يحلم ببناء مسجد، لانه كان عليه أن يمشي مسافة طويلة لأداء صلواته اليومية الخمس، زار مؤمن الدين العديد من المساجد في البلاد وجمع الكثير من المعلومات حول الهندسة المعمارية بما في ذلك التصميم والخط العربي في بنغلاديش، حيث تم بتاء معظم المساجد من الطوب أو الحجارة وخاصة تلك التي تم بناؤها في الفترة المغولية، وتاثر مؤمن الدين أيكون بناء المساجد التي بنيت باستخدام الطوب، وقام بتصنيع الطوب في الفناء الخلفي لمنزله، بعد ذلك سرعان ما تخلى عن فكرة بناء المسجد من الطوب وقرر بناء المسجد من الخشب، كما تم بناء معظم المنازل إن لم يكن كل منازل في القرية من الخشب، والقرية مليئة بالمناظر الخلابة مع النباتات والغابات والفواكه وما إلى ذلك، واقع الأمر أنه يتم إجراء معظم التصاميم في المسجد مع صور من الأوراق والأزهار والفواكة مثل الأناناس، نحتت هذه الصور في الغابة وترسم بالألوان الطبيعية.
الشباب مؤمن الدين أيكون تعززة معرفته من خلال تعلم اللغة العربية والثقافة الإسلامية وفن الخط الإسلامي والتصاميم المعمارية التي كان يحاول تذويبها في قريته، مؤمن الدين نفسه عاش في منزل في قريته وكان المنزل بسيطة يمارس فيه حياته البسيطة، وقد وظف اثنين وعشرين حرفي من الحرفيين أتوا من منطقة سواروباكاتي في منطقة باريسال، أما الخشب فتم جمعه من الغابات الجميلة في شيتاغونغ وميانمار، ثم تم توجيه جميع الخطط والمخططات والتصاميم والألوان والخط من قبل مؤمن أيكون الدين، وتم وضع واحد من اثنين من النقوش مع تصاميم كتابية فوق المدخل الرئيسي، وتم وضع الآخر فوق المحراب، وقد حفرا فيه المعلومات حول فترة الإنشاء باللغة البنغالية ويقع في الجانب الأيمن من المدخل .
في العقدين الماضيين عانى المسجد من المطر بشكل واسع مما تسبب في تدهور الألوان من الخشب، ولإنقاذ المسجد قام محمد شهيد الله وهو حفيد مؤسس المسجد أيكون مؤمن الدين ببدأ كتابة العديد من المقالات في الأخبار اليومية والمجلات الوطني الأثرية، ثم نشرت في كتاب مسجد مؤمن - سمريتي بسميريتير كاثا، الأمر الذي أثار الوعي حول الحفاظ على المسجد وحماية، ونتيجة لذلك في عام 2003 اعترف بالمسجد كتراث وطني وكما تم إدراج مسجد مؤمن في إطار الآثار لعام 1976 من قبل مديرية الآثار.

## تاريخ المؤسس
ولد مؤمن الدين أكون في عام 1883 في اوديتارا بوريشار وتعرف أيضا باسم قرية بوريشار في حي بيروجبور، وفي سن السادسة وبمساعدة والده إبراهيم أكون ووالدته ايشون بيبي نجح مؤمن الدين أكون في التعلم والتوجيه السليم، وعرف والده إبراهيم أكون كشخص من المتعلمين الذين يتحدثوا اللغة العربية فضلا عن الفارسية والبنغالية، ونتيجة لذلك كان يعرف شهيب أكون في المجتمع، إبراهيم أكون أسس منزل مصمم بشكل جيد لعائلته في عام 1830، تم بناء مسجد مؤمن في الفناء الامامي للمنزل .
وبناء على بعض المقابلات فمن المعروف أن والد مؤمن الدين أيكون الأكبر السيد إدريس هولادار جاء من الجزء الشمالي من منطقة باريسال المعروفة باسم جهالوكاتي، وكان أحد المقربين من بالاكي شاه وهو زعيم الفلاحين المظلومين الذين شكلوا حزب المتمردين وبنوا قلعة في قرية يونغاندية في حي جهالوكاتي في عام 1792، ويعرف هذا الحزب باسم حركة فلاحي باريسال .
جمعت بالاكي شاه سبعة مدافع، واثني عشر جنجال وعدة بنادق، واستخدام اثنين من الرجال لجعل البارود, وأعلن لأتباعه أن عهد الفرنجة المعروف أيضا باسم الأوروبيين قد انتهى وأعلن الاستقلال، في وقت لاحق قيل انه تم القبض عليه من قبل نائب مع قوة من ثمانية وثمانين من رجال الشرطة البريطانية وذلك بعد هزيمته وهزيمت أتباعه، بعد ذلك قام إدريس هولادار جد مؤمن الدين أيكون بالهجرة في الجزء الجنوبي من المنطقة .

## التأثير المعماري
عمارة المساجد هي استمرار للعمارة ما قبل الإسلام من القصور التي بنيت خلال السلالات البارثية والساسانية من بارسيا، على سبيل المثال فإن فكرة وجود مدخل مقوس والقبة المركزية في مسجد واحد اقترض من فترة ما قبل الإسلام والهندسة المعمارية في بارزيان، وقد تطورت أشكال عديدة من المساجد في مناطق مختلفة من العالم الإسلامي بما في ذلك تلك الموجودة في الهند وباكستان وبنغلاديش، عمارة المساجد انتشرت بشكل رئيسي في الهند في عهد الإمبراطورية المغولية في القرون السادس عشر والسابع عشر الميلادي، حيث جلب المغول شكل خاص من العمارة التي شملت البناء المدبب والقباب على شكل البصل كما هو الحال في مسجد الجمعة في دلهي ومسجد عطية الذي تأسس في عام 1609 في منطقة تانجيل بنغلاديش ومسجد خوازا شهباز الذي تأسس في عام 1679 في العاصمة دكا، فالطراز المغولي هو السمة الغالبة في كثير من المساجد القديمة في شبه القارة الهندية، والأمثلة للمساجد مع قبة واحدة مركزية هي المسجد جور الذي تأسس في عام 1397 في باربوزار جينيده ومسجد شوناخولا الذي تأسس في أوائل القرن الخامس عشر الميلادي في حي باجيرهات من قبل خان جاهان علي ومسجد رونبيجوبور الذي تأسس في منتصف القرن الخامس عشر الميلادي في باجيرهات من قبل خان جاهان علي .
يتكون مسجد مؤمن من أنماط مختلفة فهو مصنوع من الخشب مع عدم وجود مسمار واحد في الهيكل، قاعة الصلاة تأخذ شكل المستطيل بقياس 7.47 متر وحوالي 3.55 متر مع جدار سميك بقطر 15 سم مصنوع من الخشب، جدار القبلة لديه مساحة مستطيلة الشكل واستخدام لبناء المحراب فيه، ويتمحور هذه المحراب دعم قوس خشبي مسطح على قاعدتين، قاعة الصلاة تقف على قاعدة عالية وفي الوقت الحاضر يتم الانتهاء من طابق سفلي يرتكز عليه المسجد بني من الحجر والأسمنت، وهناك أعمدة خشبية مربعة في كل جانب من جوانب المسجد لدعم إطار سقف المسجد .
التهوية هي العامل الرئيسي الذي يؤخذ في الاعتبار بوجه خاص من خلال تصميم الجدار، وينقسم الجدار المحيطي للمسجد عموديا إلى ثلاثة أجزاء، وتشمل الأجزاء السفلية والعلوية من خلال قطعة خشبية مثقبة ثابتة أو ألواح بتصاميم مختلفة، يتكون الجزء الأوسط من نوعين من النوافذ محورية وبديل تعمل كل منهما من الداخل، وهناك أربعة نوافذ أرجوحية في الجانب الطويل ونافذتين أرجوحية في الجانب الأقصر، وهناك مساحة متوسطة بين النوافذ على لوح ثابت من الألواح الخارجية والمحورية في الداخل .

## تصميم
يستخدم المجتمع المسلم الكتابة اليدوية الفنية لتمثيل الله لأنهم لا يمثلون الله مع الصور، والتبجيل بالخط العربي من الفنون الإسلامية وهو الوسيلة الأساسية لحفظ القرآن الكريم، ويرتبط الخط الإسلامي مع الفن الإسلامي الهندسي على الجدران والسقوف في المساجد وكذلك على الورق، ويعتبر الخط الإسلامي للمسلمين هو التعبير الواضح لأعلى مراتب الفن، وهناك ستة نصوص رئيسية تستخدم في فن الخط التقليدي هي : الخط الفارسي وخط النسخ والخط الكوفي والخط الديواني وخط الثلث وخط الرقعة .

## معرض صور

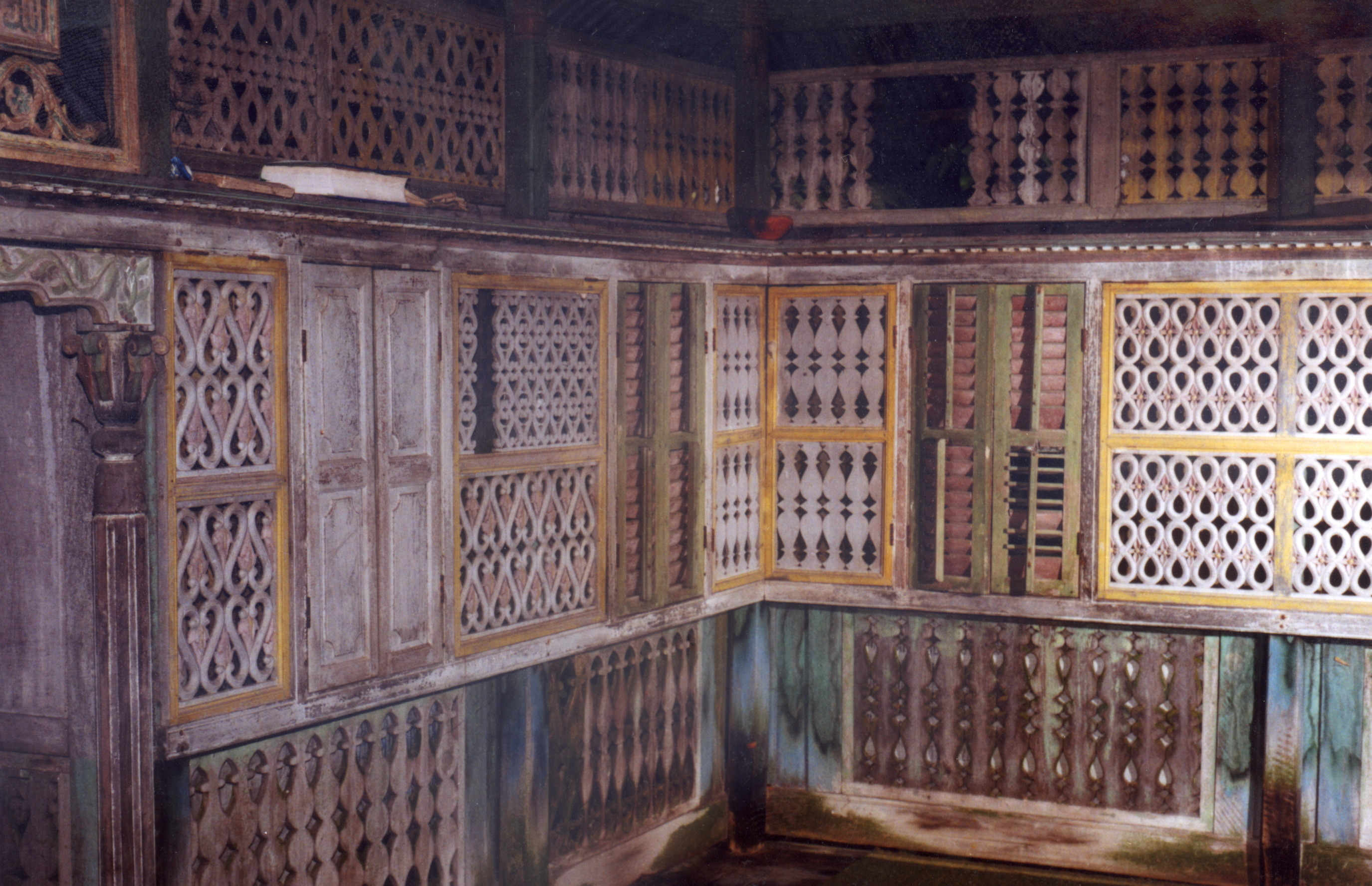
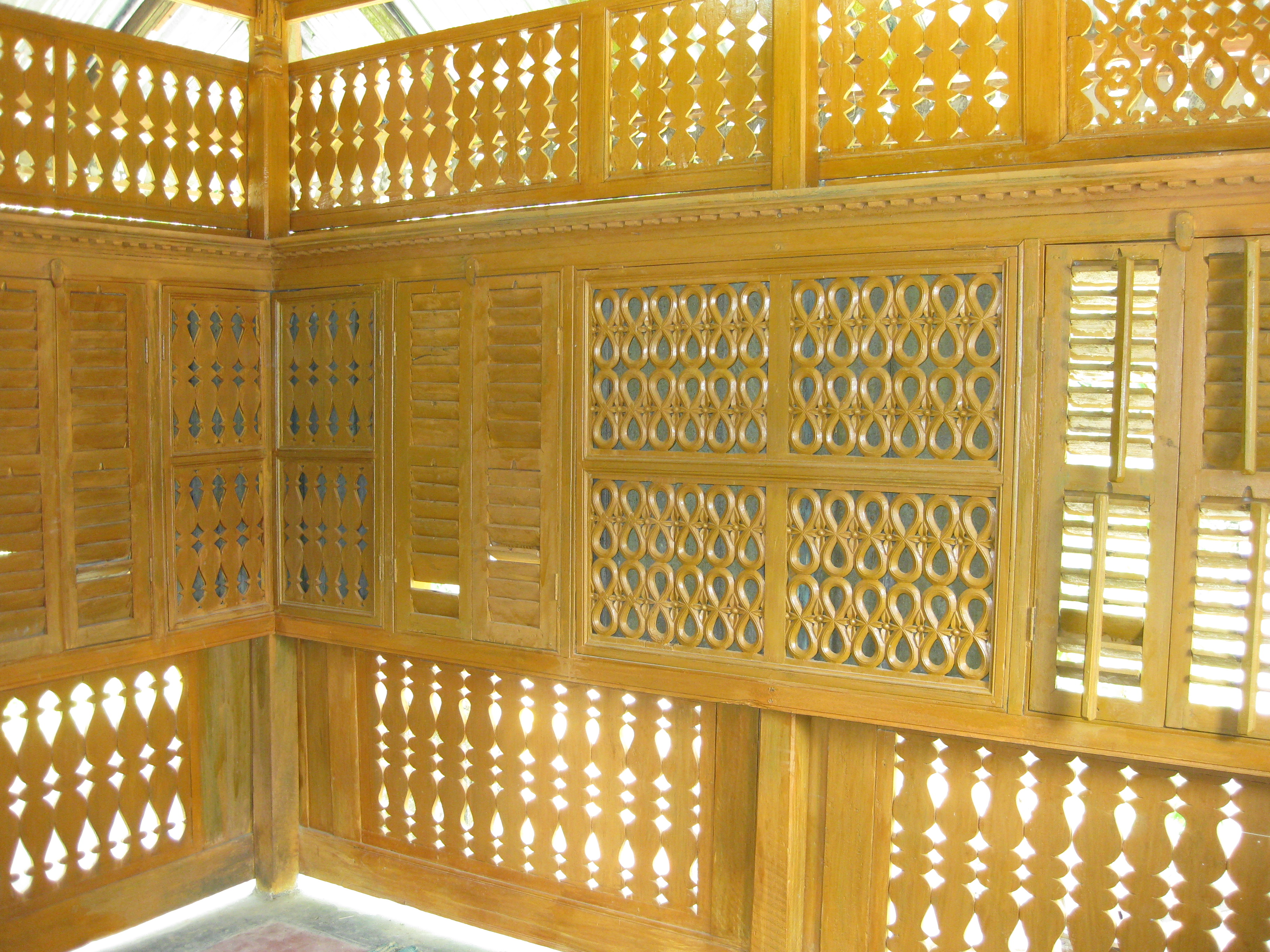
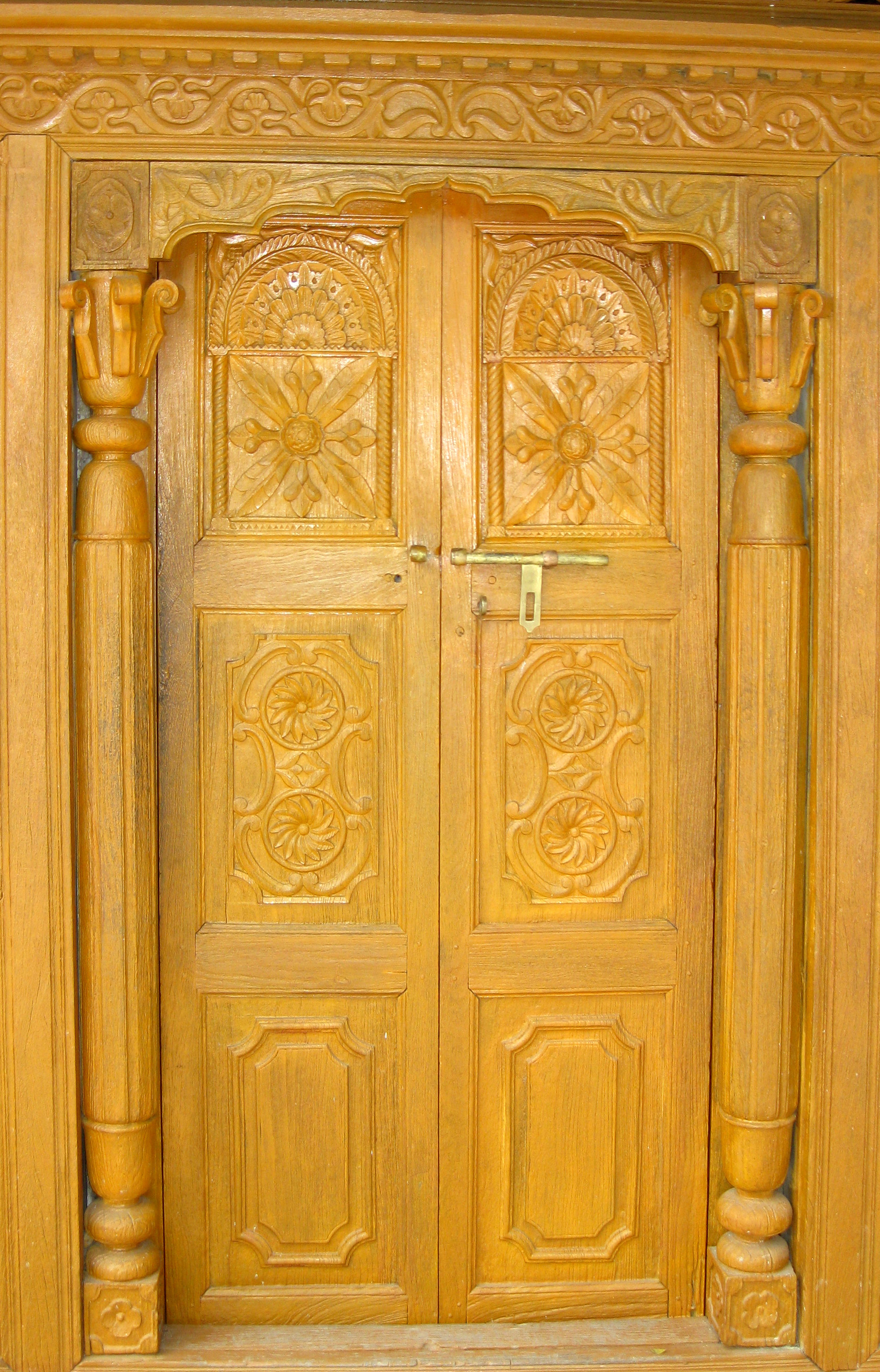
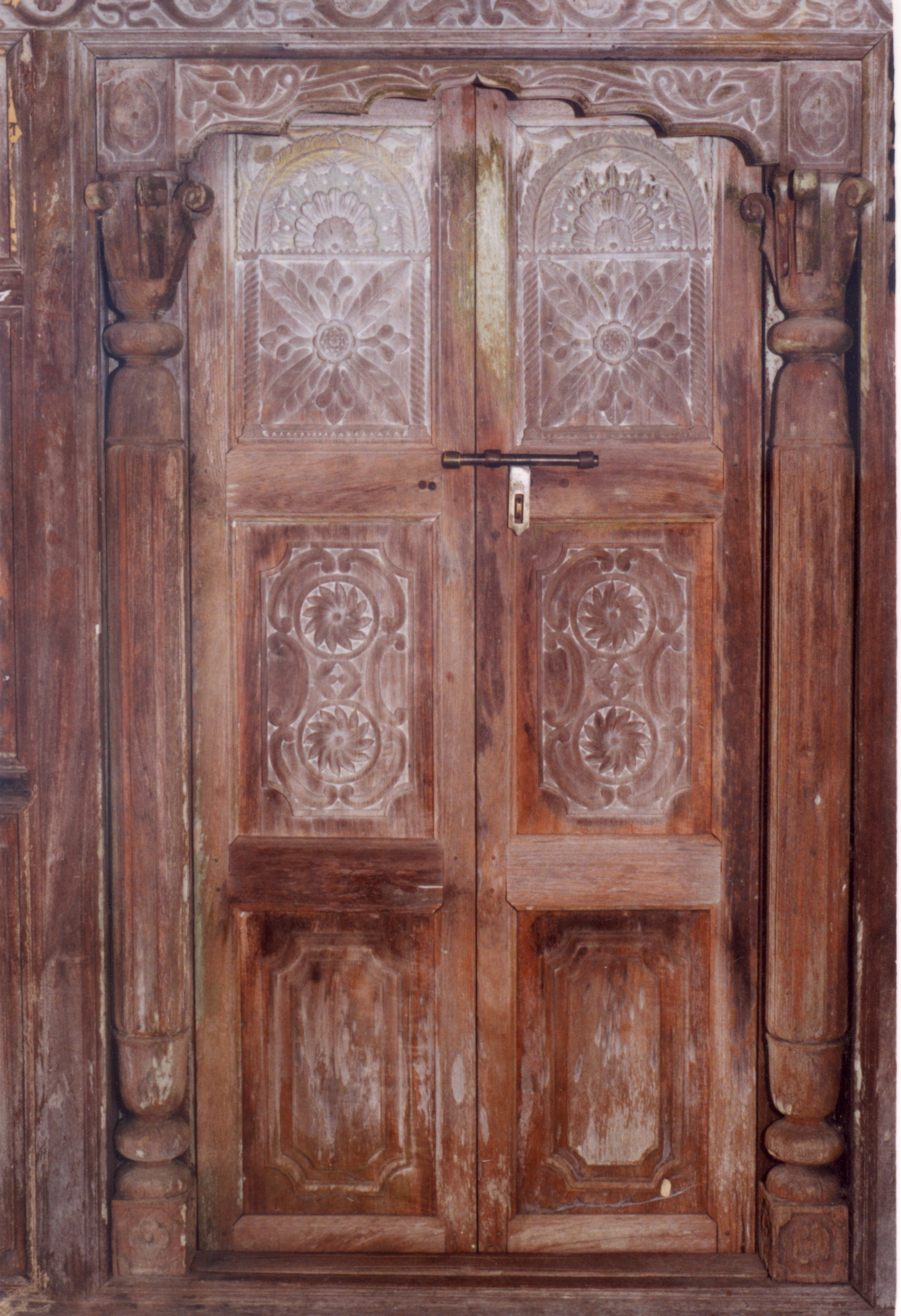